# Epiplatys dageti
 Epiplatys dageti és una espècie de peix de la família dels aploquèilids i de l'ordre dels ciprinodontiformes.

## Morfologia
Els mascles poden assolir els 6 cm de longitud total.

## Subespècies
- Epiplatys dageti dageti (Poll, 1953)
- Epiplatys dageti monroviae (Arnoult & Daget, 1965)

## Distribució geogràfica
Es troba a Àfrica: Libèria, Costa d'Ivori i Ghana.